# Chaya Arbel
Chaya Arbel (hebräisch חיה ארבל; geboren als Gerda Schloss; * 18. Juni 1921 in Nürnberg; † 14. Dezember 2006 in HaMa’apil, Israel) war eine israelische Komponistin.

## Leben
Nach ersten Klavierstudien in Nürnberg musste sie 1936 mit ihrer Familie aus Deutschland nach Palästina emigrieren. Dort wirkte sie am Aufbau des Kibbuz HaMa’apil mit und arbeitete 25 Jahre in der Landwirtschaft. Erst in den 1960er Jahren nahm sie ihre Klavier- und Kompositionsstudien wieder auf – bei Abel Ehrlich, Mordecai Seter und Leon Schidlowsky. Für ihr Werk wurde sie mehrfach ausgezeichnet, u. a. erhielt ihr Dialog für Klarinette und Orchester 1990 den ACUM-Preis, verliehen von der Gesellschaft der Autoren, Komponisten und Musikverleger in Israel. In Deutschland wurde vor allem ihre Vertonung des Tagebuchs der Anne Frank bekannt. Stilistisch stand Chaya Arbel in der Tradition der Zweiten Wiener Schule, insbesondere von Alban Berg, in ihren Kompositionen setzte sie freie atonale und serielle Techniken ein. Ihr Gesamtwerk umfasst Orchesterwerke sowie Musik für Kammerensembles und Soloinstrumente. 

## Publizierte Werke

### Orchester
- 1983 A Toy Symphony Here and Now für Streichorchester, Spielzeug und Percussion (IMC)
- 1984 Lament für Streichorchester (IMI, IMC)
- 1990 Dialogue für Klarinette und Kammerorchester (IMI, IMC)
- 1996 For Old Times Sake für Orchester (IMC)
- 1998 Concerto für Cello und Streichorchester (IMC)
- 2003 Third Tale für Streichorchester (IMI, IMIC)

### Große Kammermusikgruppen
- 1992 Das Tagebuch der Anne Frank, für Mezzosopran, Streichquartett und Klavier (VNM)
- 1992 Agada für Holz-, Blechbläser und Percussion (IMC)
- 1995 Conzertino für Kontrabass, Bläser und Percussion (IMC)
- 1996 Time Beats, Quartett für Harfe, Flöte, Viola und Percussion (IMC)

### Kleine Kammermusikgruppen
- 1986 Drama für Klarinette, Cello und Klavier (IMC)
- 1987 Roundarounds für Tuba und Klavier (IMC)
- 1990 In Memory of Our Soldiers für Posaune und Klavier (IMC)
- 1991 The Turtles Voice für Horn, Violine, Cello und Klavier (IMC)
- 1995 Roots, Ballade in 2 Teilen für Violine, Cello und Klavier (IMC)
- 1995 Intermezzo für Viola und Klavier (IMC)

### Solowerke
- 1984 Lament für Klavier (IMC)
- 1985 Remembrance für Klavier (IMC)
- 1983 Fantasia für Violine solo (IMC)

## Diskographie
- 1985 Kibbutz Composers: Piano Music for Two and Four Hands
  - Hierin Lament für Klavier (solo) durch Bart Berman (Jerusalem)
- 1998 Works, by various artists (Private)
- 2003 Psanterin, CD 6 out of 9, by pianist Michal Tal (IMC)
- 2003 More Works, by various artists (ICL)

## Weblink
- Werkverzeichnis auf Israel Composers’ League (englisch)